# Hugo Haas

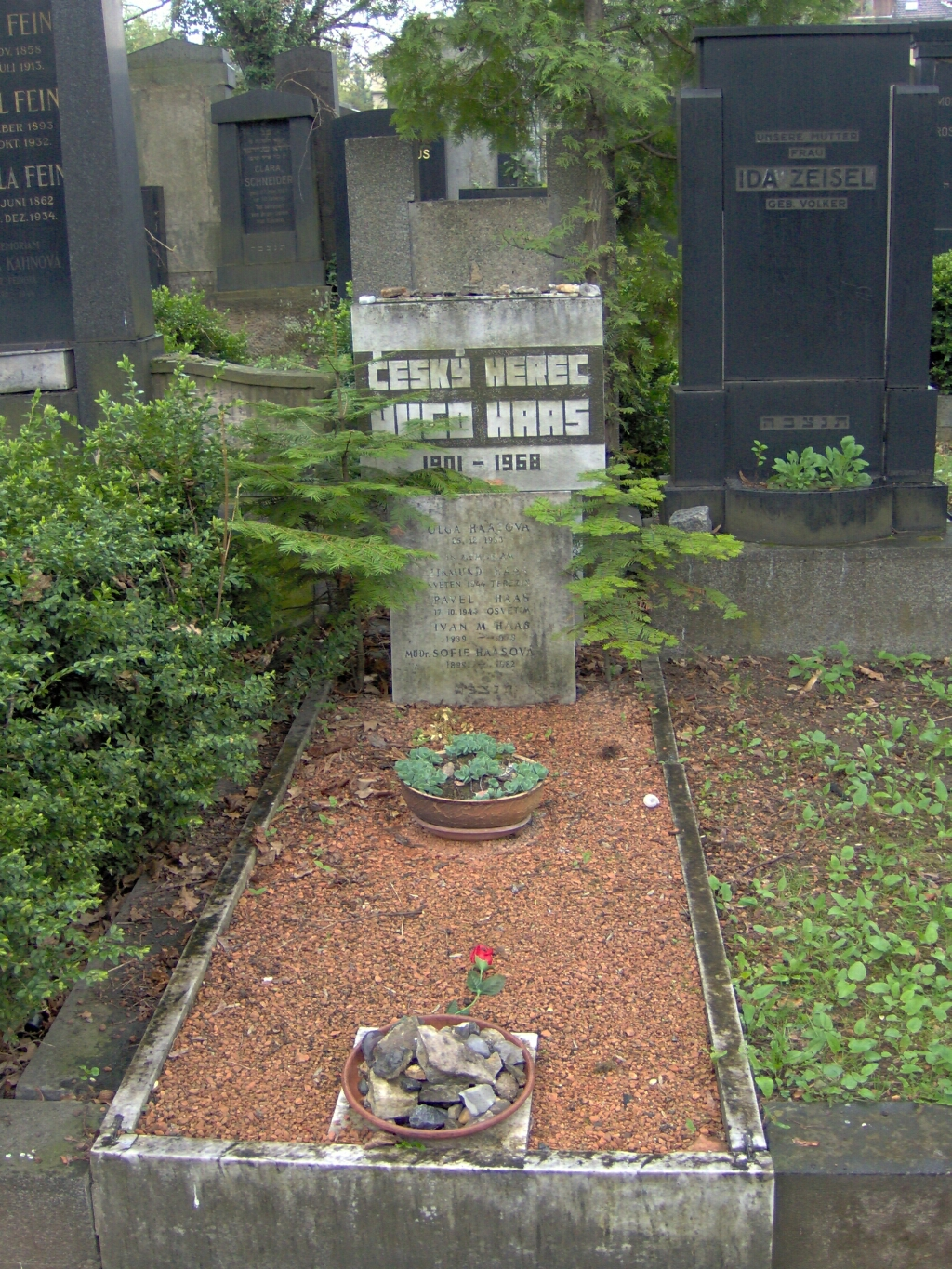
Grób Hugo Haasa na cmentarzu żydowskim w Brnie

Hugo Haas (ur. 19 lutego 1901 w Brnie, zm. 1 grudnia 1968 w Wiedniu) – czeski aktor, reżyser i scenarzysta żydowskiego pochodzenia. W latach 1926–1962 zagrał w ponad 60 filmach, a także wyreżyserował ponad 20 produkcji w latach 1933-1962. Brat Pavla Haasa.
W 1962 roku ze względu na stan zdrowia zrezygnował z zawodu. Jego żoną była Maria Bibikova, z którą miał jedno dziecko. Ich małżeństwo zakończyło się rozwodem. Zmarł na astmę. Został pochowany na cmentarzu żydowskim w Brnie.

## Wybrana filmografia

### Jako aktor
- 1962: Paradise Alley
- 1960: Bonanza (serial TV)
- 1950: Kopalnie króla Salomona
- 1949: Strzelec z Kentucky
- 1947: The Foxes of Harrow
- 1947: The Private Affairs of Bel Ami
- 1946: Two Smart People
- 1945: Dakota
- 1944: Księżniczka i Pirat
- 1944: Pani Parkington
- 1944: Dni chwały
- 1940: La mer en flammes
- 1938: Co se šeptá
- 1938: Svět, kde se žebrá
- 1938: Andula vyhrála
- 1937: Děvčata, nedejte se!
- 1937: Biała zaraza
- 1937: Moralność ponad wszystko
- 1937: Jak wielbłąd przez ucho igielne
- 1936: Dobrodinec chudých psů
- 1936: Ulička v ráji
- 1936: Tři muži ve sněhu
- 1936: Švadlenka
- 1935: Ať žije nebožtík
- 1935: Jedenácté přikázání
- 1934: Mazlíček
- 1932: Sestra Angelika
- 1932: Dobrý voják Švejk
- 1931: Chłopcy z rezerwy
- 1930: Když struny lkají
- 1926: Josef Kajetán Tyl
- 1925: Z českých mlýnů
- 1925: Jedenácté přikázání

### Jako reżyser
- 1962: Paradise Alley
- 1959: Born to Be Loved
- 1957: Lizzie
- 1955: Hold Back Tomorrow
- 1953: One Girl's Confession
- 1937: Biała zaraza
- 1937: Jak wielbłąd przez ucho igielne

## Źródła
- Hugo Haas w bazie IMDb (ang.)
- Hugo Haas w bazie Filmweb
- Hugo Haas w bazie Kinobox.cz (cz.)
- Hugo Haas. w bazie ČSFD.cz. (cz.).
- Hugo Haas. w bazie FDb.cz. (cz.).